# Эта Девы
Эта Девы (лат. η Virginis), 15 Девы (лат. 15 Virginis), HD 107259 — кратная звезда в созвездии Девы на расстоянии приблизительно 43 световых лет (около 13,2 парсек) от Солнца. Возраст звезды определён как около 1,019 млрд лет.

## Характеристики
Первый компонент (WDS J12199-0040Aa) — белая звезда спектрального класса A0, или A2IV, или A2V. Визуальная звёздная величина звезды — +3,87m. Масса — около 3,609 солнечной, радиус — около 4,928 солнечного, светимость — около 146,225 солнечных. Эффективная температура — около 8989 K.
Второй компонент (WDS J12199-0040Ab) — белая звезда спектрального класса A4V, или Am. Масса — около 1,875 солнечной. Орбитальный период — около 71,792 суток.
Третий компонент — красный карлик спектрального класса M. Масса — около 302,06 юпитерианской (0,2883 солнечной). Удалён в среднем на 2,294 а.е..
Четвёртый компонент (WDS J12199-0040B) — жёлто-белая звезда спектрального класса A4, или A8-F0. Визуальная звёздная величина звезды — +5,9m. Масса — около 1,66 солнечной. Орбитальный период — около 4791,9 суток (13,12 года). Удалён на 0,1 угловой секунды.

## Описание и наблюдения
Эта Девы находится к западу от Порримы между небесным экватором и эклиптикой. Звезда — одна из ближайших ярких звёзд к небесному экватору, всего в 2/3° к югу от него и всего 5° к востоку от точки осеннего равноденствия, то есть той точки, где Солнце пересекает небесный экватор на своём пути на юг в сентябре. Эта Девы находится в 1,97° к северу от эклиптики, поэтому она может быть покрыта Луной и (редко) планетами. 12 октября 272 года до н. э. древнегреческий астроном Тимохарис наблюдал покрытие звезды Венерой. Последнее покрытие планетой произошло 27 сентября 1843 года, также Венерой, которая снова покроет её 19 ноября 2445 года. В двух градусах к северу от Эта Девы находится SS Девы, типичная холодная углеродная звезда и одна из самых красных звёзд экваториального неба.
Эта Девы имеет видимую звёздную величину +3.89m, и, согласно шкале Бортля, видна невооружённым глазом даже на внутригородском небе (англ. Inner-city sky). Из измерений параллакса, полученных во время миссии Hipparcos, известно, что звезда удалена примерно на 265 св. лет (81 пк) от Земли. Так как звезда расположена почти на небесном экваторе, то она видна практически на всей Земле. Лучшее время для наблюдения — март.
Средняя пространственная скорость Эта Девы имеет компоненты (U, V, W)=(−17.1, −19.8, −1.8), что означает U=−23,11 км/с (движется по направлению от галактического центра), V=−17,1 км/с (движется против направлении галактического вращения) и W=−1,8 км/с (движется в направлении южного галактического полюса).
Эта Девы движется довольно медленно относительно Солнца: её радиальная гелиоцентрическая скорость равна 2 км/с, что почти в 5 раз меньше скорости местных звёзд Галактического диска, а также это значит, что звезда удаляется от Солнца. Звезда приближалась к Солнцу на расстояние 245,2 св. лет 2,098 млн лет назад, когда она увеличивала свою яркость на 0,17m до величины 3,72m (то есть звезда светила примерно как Эпсилон Эридана светит сейчас). По небосводу звезда движется на юго-запад, проходя по небесной сфере 0,063 угловой секунды в год.

## Название
Эта Девы (латинизированный вариант лат. Eta Virginis) является обозначением Байера, данным им звезде в 1603 году. Хотя звезда имеет обозначение η (Эта — 7-я буква греческого алфавита), однако, сама звезда — 10-я по яркости в созвездии. 15 Дева (латинизированный вариант лат. 15 Virginis) является обозначением Флемстида. У звезды также есть обозначение, данное ей Гулдом — 245 G. Девы (латинизированный вариант лат. 45 G. Virginis). Её собственное имя — Заниах (араб. زاوية‎, лат. Zaniah, /zəˈnaɪ.ə/), что означает «Угол» и происходит из того же источника, что и Завийява, причём первоначально оно относилось к Порриме. В каталоге звёзд «Calendarium» Аль Аксаси Аль Моккета эта звезда была названа «Тани Аль-Ауа» (лат. Thanih al Aoua), что на латынь было переведено как лат. Secunda Latratoris, что означает «вторая лающая (собака)», поскольку Эта Девы относится к «Питомнику», состоящему из Порримы, Виндемиатрикса, Минелаува, Риджл аль Авва и Завийявы.
В 2016 году Международный астрономический союз (МАС) организовал Рабочую группу при МАС по звёздным именам (WGSN) для каталогизации и стандартизации имён собственных звёзд. 12 сентября 2016 года WGSN присвоил имя «Zaniah» Эта Девы.
В китайской астрономии звезда относится к созвездию Небосвод Верховного дворца, а в нём к астеризму 太微左垣一 (Tài Wēi Zuǒ Yuán yī, англ. the First Star of Left Wall of Supreme Palace Enclosure, что означает «Левая стена небосвода Верховного дворца», состоящему из Эта Девы, Гамма Девы, Дельта Девы, Эпсилон Девы и Альфа Волос Вероники. Следовательно, сама Эта Девы известна как 太微左垣一 (Tài Wēi Zuǒ Yuán yī, англ.  First Star of Left Wall of Supreme Palace Enclosure «Первая Звезда Левой стены небосвода Верховного дворца», обозначая в астеризме звезду 左執法 (Zuǒzhífǎ), что означает «The Left Law Administrator» «Администратор закона, стоящий по левую руку», который именно так и был расшифрован Р. Х. Алленом.
Обозначения компонентов как Эта Девы A и B вытекают из конвенции, используемой Вашингтонским каталогом визуально-двойных звёзд (WDS) для звёздных систем, и принятого МАС.

## Свойства кратной системы
|  |  |  |  |                         |  | Aa                         |  |
|  |  |  |  |                         |  |                            |  |
|  |  |  |  |                         |  | T = 71.79 дн. a = 7,36 mas |  |
|  |  |  |  |                         |  |                            |  |
|  |  |  |  |                         |  | Ab                         |  |
|  |  |  |  |                         |  |                            |  |
|  |  |  |  |                         |  |                            |  |
|  |  |  |  | T=21,61 лет a = 133 mas |  |                            |  |
|  |  |  |  | B                       |  |                            |  |
|  |  |  |  |                         |  |                            |  |

Эта Девы — звезда, имеющая несколько спутников. Пара Эта Девы A и Эта Девы B являются широкой спектрально-двойной парой, в который компоненты отдалены друг от друга на угловое расстояние в 0,133 угловой секунды, что соответствует большой полуоси орбиты между компаньонами, по крайней мере, 10,532 а.е. и периоду обращения равному 21,61 года (для сравнения радиус орбиты Сатурна равен 9,048 а.е. и период обращения равен 29,46 года). У орбиты весьма небольшой эксцентриситет, который равен 0,087. Таким образом, в процессе вращения друг вокруг друга звёзды, то сближаются на расстояние 9,62 а.е., то удаляются на расстояние 11,45 а.е. Наклонение в системе также не очень велико и составляет 50,6 °.
Если мы будем смотреть со стороны Эта Девы B на Эта Девы A, то мы увидим пару бело-жёлтых звёзд, которые светят с яркостью −26,81m (то есть практически с солнечной яркостью равной 1,06 {\displaystyle L_{\bigodot }}) и −25m (то есть яркостью 0,2 {\displaystyle L_{\bigodot }}), соответственно, (в среднем, в зависимости от положения звёзд на орбите). Причём угловой размер звёзд (в среднем) будет — ~ 0,33° и ~ 0,085°, то есть угловой размер звезды составит 66 % и 17 % от углового размера нашего Солнца, соответственно. При этом максимальное угловое расстояние между звёздами будет 61,3°. С другой стороны, если мы будем смотреть со стороны пары Эта Девы A на Эта Девы B, то мы увидим бело-жёлтую звёздочку, которая светит с яркостью −24,51m, то есть с яркостью 0,13 {\displaystyle L_{\bigodot }}. Причём угловой размер звезды (в среднем) будет — ~0,08°, что составляет 16,2 % от диаметра нашего Солнца.

### Свойства компонента A
| Параметр            |      | Значение | Значение | Значение     | Значение |
| Параметр            | 1935 | 1992     | 2003     | 2011         |          |
| ------------------- | ---- | -------- | -------- | ------------ | -------- |
| Период              | P    | 71,90 д. | 71,79 д. | 71,79 д.     | 71,79 д. |
| Большая полуось     | a    | —        | —        | 7,36±0,6 mas | —        |
| Эксцентриситет      | e    | 0.34     | 0.272    | 0.244±0.007  | 0.2518   |
| Наклонение          | i    | —        | —        | 45,5±0,9 °   | —        |
| Аргумент перицентра | ω    | 191,6 °  | 200,9 °  | —            | 197,96 ° |

Пара Эта Девы Aa и Эта Девы Ab является близкой спектрально-двойной звездой, в которой компоненты отдалены друг от друга на угловое расстояние в 7,36 mas, что соответствует большой полуоси орбиты между компаньонами, по крайней мере, 0,4588 а.е. и периоду обращения равному 71,79 суток (для сравнения радиус орбиты Меркурия равен 0,39 а.е. и период обращения равен 88 суток). У орбиты достаточно большой эксцентриситет, который равен 0,244. Таким образом, в процессе вращения друг вокруг друга звёзды то сближаются на расстояние 0,35 а.е. то удаляются на расстояние 0,57 а.е. Наклонение в системе не очень велико и составляет 45,5 °, то есть почти равно наклонению пары AB, отличаясь на 5 °.
Если мы будем смотреть со стороны Эта Девы Ab на Эта Девы Aa, то мы увидим бело-жёлтую звезду, которая светит с яркостью от −33,61m, то есть с яркостью 560 {\displaystyle L_{\bigodot }} (в среднем, в зависимости от положения звезды на орбите). Причём угловой размер звезды (в среднем) будет — ~7,59°, то есть угловой размер звезды будет в 15,17 раз больше углового размера нашего Солнца. Если мы будем смотреть со стороны Эта Девы Aa на Эта Девы Ab, то мы увидим бело-жёлтую звезду, которая светит с яркостью −31,81m, то есть с яркостью 106,68 {\displaystyle L_{\bigodot }}. Причём угловой размер звезды (в среднем) будет — ~2,3°, то есть угловой размер звезды будет в 4,6 раза больше углового размера нашего Солнца.

## Свойства Эта Девы
Все три звезды являются карликами спектрального класса A. Одна или несколько звёзд могут быть слегка переменными: во время наблюдений яркость звезды колеблется на 0,07m, изменяясь в пределах от 3,86 m до 3,93m, без какой-либо периодичности (скорее всего у звезды или звёзд несколько периодов), тип переменной, не определён, но, скорее всего звезда/звёзды является/являются — переменной звездой/звёздами типа Дельты Щита.
Возраст звезды Эта Девы напрямую не определён, однако известно, что звёзды с массой 2,5 {\displaystyle M_{\bigodot }} живут на главной последовательности порядка 0,769 млрд лет, таким образом Эта Девы Aa уже скоро, через несколько сотен миллионов лет, станет красным гигантом, а затем, сбросив внешние оболочки, она станет белым карликом. Причём в этой фазе своего существования она, наверняка, поглотит Эта Девы Ab, возможно, произведя вспышку, подобную новой звезде, а вот до Эта Девы B она вряд ли «дотянется». Также известно, что звёзды с массой 1,66 {\displaystyle M_{\bigodot }} живут на главной последовательности порядка 2,42 млрд лет, а затем Эта Девы B станет красным гигантом, а потом, сбросив внешние оболочки, она станет белым карликом.
Возможно, что тройная звёздная система не имеет ни одной планеты, поскольку гравитационные взаимодействия в системе не только не позволят существовать планетам на стабильных орбитах, но и не позволят сформироваться.

### Свойства компонента Aa
Эта Девы Aa, судя по её массе, равной 2,5 {\displaystyle M_{\bigodot }}, родилась как карлик спектрального класса A0V, но затем в процессе эволюции звезда несколько увеличила свой радиус и остыла. Также это указывает на то, что водород в ядре звезды служит ядерным «топливом», то есть звезда находится на главной последовательности, однако звезда, по-видимому, собирается отказаться от своего водородного «горения» в ядре, если это ещё не произошло. Звезда излучает энергию со своей внешней атмосферы при эффективной температуре около 9333 К, что придаёт ей характерный бело-жёлтый цвет. Её светимость известна по результатом миссии Gaia и равна 146,225 ± 5,797 {\displaystyle L_{\bigodot }}.
В связи с высокой светимостью звезды её радиус может быть измерен непосредственно, и первая такая попытка была сделана в 1922 году Э. Герцшпрунгом, а поскольку звезда тройная то скорее всего измерялся радиус самого яркого компонента. Данные об этом измерении приведены в таблице:
| Год  | m    | Спектр | D (mas) | Rабс ({\displaystyle R_{\bigodot }}) | Комм.  |
| 1922 | 4.00 | A0     | 0,6     | —                                    | [ 47 ] |
| 1972 | 3.88 | A2V    | 0.59    | 2.2                                  | [ 48 ] |
| 1980 | 3.94 | A2V    | 0. 53   | 1.7                                  | [ 49 ] |
| 1985 | 3.89 | A2IV   | 0.63    | —                                    | [ 50 ] |

Eё радиус в настоящее время, по результатам миссии Gaia оценивается в 6,56+0,35
−0,72 {\displaystyle R_{\bigodot }}, так что измерение 1972 года было наиболее адекватным, но не точным.
Звезда имеет поверхностную гравитацию более характерную для субгиганта/гиганта —3,0 СГС или 10 м/с2, что составляет 3,65 % от солнечного значения (274,0 м/с2), и это, по-видимому, может объясняться большой поверхностью звезды, при не такой уж большой массе.
Эта Девы Aa имеет металличность несколько большую по сравнению Солнцем и равную +0,11, то есть 128 % от солнечного значения, что позволяет предположить, что звезда «пришла» из других областей Галактики, где было довольно много металлов, и рождена в молекулярном облаке благодаря большему по плотности звёздному населению и большему количеству сверхновых звёзд.
Эта Девы Aa вращается со скоростью в 9 раз больше солнечной и равной 18 км/с, что даёт период вращения звезды, по крайней мере, — 16 суток.

### Свойства компонента Ab
Эта Девы Ab, судя по её массе, которая равна 1,89, родилась как карлик спектрального класса A5V, что указывает на то, что водород в ядре звезды служит ядерным «топливом», то есть звезда находится на главной последовательности. Звезда излучает энергию со своей внешней атмосферы при эффективной температуре около 7880 К, что придаёт ей характерный бело-жёлтый цвет звезды спектрального класса A. Радиус подобных звёзд оценивается в 1,69 {\displaystyle R_{\bigodot }}. Зная радиус и температуру звезды и используя закон Стефана-Больцмана, можно узнать, что светимость звезды, равна 10 {\displaystyle L_{\bigodot }}.

### Свойства компонента B
Эта Девы B — судя по её массе, которая равна 1,66, родилась как карлик спектрального класса A8V, что указывает на то, что водород в ядре звезды служит ядерным «топливом», то есть звезда находится на главной последовательности. Звезда излучает энергию со своей внешней атмосферы при эффективной температуре около 7300 К, что придаёт ей характерный бело-жёлтый цвет звезды спектрального класса A. Радиус подобных звёзд оценивается в 1,6 {\displaystyle R_{\bigodot }}. Зная радиус и температуру звезды и используя закон Стефана-Больцмана, можно узнать, что светимость звезды, равна 6,5 {\displaystyle L_{\bigodot }}.

## История изучения кратности звезды
В 1935 году Харпер В. (англ. Harper, W. H.) открыли спектральную двойственность звезды Эта Девы A. В 1976 году МакАлистер Х. (англ. McAlister, H.A.), методами спекл-интерферометрии открыли спектральную двойственность звезды Эта Девы, то есть им был открыл компонент AB и звёзды вошли в каталоги как MCA 37.
Согласно Вашингтонскому каталогу визуально-двойных звёзд, параметры этих компонентов приведены в таблице:
| Компонент | Год  | Количество измерений | Позиционный угол | Угловое расстояние | Видимая звёздная величина компонента I | Видимая звёздная величина компонента II |
| AB        | 1976 | 90                   | 152°             | —                  | 3.89m                                  | 5.90m                                   |
| AB        | 2018 | 90                   | 253°             | —                  | 3.89m                                  | 5.90m                                   |

Обобщая все сведения о звезде, можно сказать, что у звезды Эта Девы есть спутники: компонент B, звезда 6-й величины, а также сама звезда Эта Девы A является спектрально-двойной звездой.
Эта Девы наблюдалась в течение нескольких десятков лет, как при спектроскопических, так и при спекл-интерферометрических исследованиях. Анализ спекл-наблюдений приводит к обнаружению длительного периода в 13,1 года. Этот период также обнаружен и при спектроскопических наблюдениях, когда был обнаружен 71,7919-дневный короткопериодический период. Элементы долгопериодической орбиты определялись отдельно с использованием наблюдений обеих методик.
Разница в величинах спекл-наблюдений предполагает, что линии третьей звезды должны быть видны в спектре. И действительно в голубых и красных спектрах были найдены линия Mg II на длине волн 4481 Å, которые, по-видимому, показывает третий компонент, но это очень широкая и слабая линия. Экваториальные скорости вращения короткопериодной пары довольно малы, порядка 8 км/с каждая (по-видимому, действует взаимное приливное замедление вращения).